# Regan MacNeil
Regan Theresa MacNeil, nota anche come Angela Rance, è un personaggio immaginario, protagonista del romanzo L'esorcista e della saga cinematografica omonima da esso tratta, interpretato da Linda Blair. Nella serie TV The Exorcist, Regan viene interpretata da Geena Davis.

## Casting
Il personaggio di Regan Theresa MacNeil fu interpretato da Linda Blair nel film L'esorcista del 1973, in L'esorcista II - L'eretico del 1977, e, in un cameo, in L'esorcista - Il credente del 2023. La celebre voce demoniaca di Regan era invece dell'attrice Mercedes McCambridge, vincitrice di un premio Oscar alla miglior attrice non protagonista per Tutti gli uomini del re. Tuttavia, la McCambridge, su sua precisa scelta, non fu inserita nei credits della prima edizione del film.
Inizialmente per la parte di Regan era stata considerata l'attrice April Winchell, che però dovette rinunciare al ruolo in seguito a sopravvenuti problemi di salute, che la costrinsero ad un lungo ricovero ospedaliero. Era stata presa in considerazione anche l'attrice bambina Pamelyn Ferdin, ma il direttore del casting preferì optare per un'altra scelta, considerando il volto dell'attrice troppo conosciuto.
Alla fine la scelta della produzione ricadde sulla quattordicenne semi esordiente Blair, con alle spalle pochissimi ruoli minori ed alcune esperienze da modella. Il personaggio di Regan divenne il ruolo più ricordato nell'intera carriera dell'attrice, che in seguito non riuscì mai più ad ottenere una popolarità paragonabile a quella ottenuta con L'esorcista. Linda Blair tentò, senza riuscirci, di ottenere i ruoli di Brooke Shields in Laguna blu e di Jodie Foster in Taxi Driver pur di togliersi di dosso il ruolo della bambina indemoniata. L'attrice successivamente dichiarò "Volevo essere una principessa. Volevo essere nei film Disney, volevo essere in "Lassie", volevo essere in "Flipper", non volevo essere un mostro". Nella serie TV The Exorcist, Regan viene interpretata da Geena Davis.

## Il personaggio
Regan MacNeil è una dodicenne che vive insieme alla madre, la celebre attrice Chris MacNeil. Il padre di Regan, che non viene mai mostrato nel corso del film, si trova in Europa e sta affrontando un complicato processo di separazione dalla ex moglie. Dopo aver giocato con una tavola ouija, Regan viene contattata da una presenza demoniaca che si identifica come Capitan Gaio (Capitan Howdy, in originale), ma che in realtà è il demone Pazuzu. Il demone possiede la piccola Regan, che inizialmente mostra alcuni segni di instabilità psicologica e comportamenti strani. I medici non riescono a dare alcuna risposta sulla situazione di Regan.
Intanto il comportamento della bambina diventa sempre più crudele ed inquietante. Regan utilizza un linguaggio che sconvolge la madre ed i dottori, e spesso si mostra violenta ed aggressiva. Burke Dennings, il regista del film in cui sta lavorando Chris, viene trovato morto ai piedi della scalinata sotto la finestra della stanza di Regan. Si scoprirà poi che è stata la stessa Regan a lanciarlo da quella finestra. 
Chris decide di tenere la figlia legata al letto e di affidarsi al parere di un prete gesuita, Damien Karras. Quest'ultimo si rende conto che il volto della bambina diventa sempre più emaciato e rovinato dalle cicatrici, e la sua voce sempre più grave e demoniaca. Karras informa il vescovo locale, che chiede l'intervento di padre Lankester Merrin, un prete esperto in esorcismi.
Durante i tentativi di esorcismo Pazuzu tenta di ingannare entrambi i religiosi, facendo leva sulle rispettive debolezze. Padre Merrin muore stroncato da un infarto. Distrutto psicologicamente da quello che vede nella stanza, Karras si scaglia contro Regan prendendo in sé il demone Pazuzu, e suicidandosi immediatamente dopo, lanciandosi dalla finestra. Nel finale del film, Chris e Regan decidono di traslocare. Quest'ultima, libera e ritornata in salute ha completamente rimosso ogni ricordo di quanto accaduto. Tuttavia quando si trova di fronte a padre Dyer, un amico di famiglia, spontaneamente abbraccia e bacia l'uomo, come modo "subliminale" per ringraziare Merrin e Karras.
Anni dopo l'esorcismo, Regan, non ripresasi dal trauma subìto, incomincia a frequentare lo studio della psicologa Gene Tuskin, mentre la madre Chris è lontana impegnata nelle riprese di un film. S'interessa del suo caso il prete gesuita Philip Lamont il quale, assieme alla psichiatra, e attraverso un particolare strumento di ipnosi, riesce a mettersi in contatto telepatico con Regan e a vedere quanto accaduto durante l'esorcismo del defunto padre Merrin, e soprattutto di Pazuzu, l'origine del male che prese possesso del corpo della bambina. Deciso a salvare Regan dalla maledizione, padre Lamont si reca a Washington, nella casa dove si effettuò l'esorcismo in passato, riuscendo a strappare definitivamente il cuore posseduto di Regan. Si scoprirà infatti che Pazuzu perseguitava la ragazza, perché ella stessa aveva dei poteri (anche se non verrà chiarito quali poteri) da sensitiva; Pazuzu perseguitava infatti tutte le persone con lo stesso dono di Regan.
Dopo la terribile esperienza, quest'ultima (ormai adulta) decide di cambiare il proprio nome in Angela per scappare dai demoni e dalla madre che cerca di sfruttare la terribile vicenda per riprendersi economicamente, trasferendosi a Chicago e sposandosi con Henry Rance. Ha due figlie di nome Katherine, ex ballerina professionista di danza classica, e Casey. Purtroppo il suo sogno di sfuggire dai demoni verrà spezzato via quando Casey verrà attaccata dagli stessi spiriti che perseguitarono Regan in età adolescenziale. Per questa ragione, chiede l'aiuto a padre Tomàs Ortega e padre Marcus Keane affinché effettuino un esorcismo sulla ragazza.
Nel film del 2023 L'esorcista - Il credente Regan riappare per pochi secondi nell'ultima scena, in cui si riappacifica con sua madre Chris, che da tanti anni aveva perso le sue tracce.

## Accoglienza
Il personaggio di Regan McNeil nel corso degli anni successivi all'uscita cinematografica de L'esorcista è diventato uno dei simboli della cinematografia horror, anche in considerazione del forte impatto culturale che ebbe il film, nominato come il più spaventoso di tutti i tempi da Entertainment Weekly e Movies.com. Secondo la classifica 100 Heroes and Villains stilata dall'American Film Institute, Regan McNeil è al nono posto fra i migliori cattivi cinematografici di tutti i tempi.
Parallelamente, numerose sono state anche le parodie e le imitazioni di Regan MacNeil in versione posseduta. Fra le più celebri si può citare quella di Lorain Newman nel popolare show televisivo Saturday Night Live nel 1975. La stessa Linda Blair ha recitato in una parodia del suo stesso personaggio nel film Riposseduta del 1990. In Riposseduta la Blair interpreta il ruolo di una donna, Nancy Aglet, che viene nuovamente posseduta dal male dopo essere stata già esorcizzata da bambina.